# 교동초등학교 (강릉시)
교동초등학교는 대한민국 강원특별자치도 강릉시에 있는 공립 초등학교이다.

## 학교 연혁
- 1970.12.31 교동국민학교 설립인가
- 1971.10.11 개교(6학급)
- 1976.02.20 제1회 졸업식 거행
- 1981.03.10 병설유치원 개원
- 1996.03.02 교동초등학교로 개칭
- 2014.03.01 20학급 편성(일반 19학급, 도움반 1학급)
- 2014.09.01 제20대 최종식 교장 부임
- 2015.02.17 제40회 졸업식(총 졸업생 8,258명)

## 참고 자료
- 교동초등학교 - 한국교육학술정보원 학교알리미